# Estación Pozo Almonte
Pozo Almonte es una estación de ferrocarril ubicada en la comuna chilena de Pozo Almonte, en la Región de Tarapacá, que fue originalmente parte del Ferrocarril Salitrero de Tarapacá y posteriormente nacionalizado e integrado a las líneas de la Empresa de los Ferrocarriles del Estado. Actualmente es propiedad de Ferronor.

## Historia
La estación surge como parte de la construcción de un ferrocarril propiedad de Nitrate Railways Co. Ltd. que buscaba unir a la estación Iquique con estación La Noria; posterior a la construcción del servicio, se construye un ramal que nace desde la estación Central hacia el norte con dirección a estación Pisagua, esto lleva a la construcción de la estación Pozo Almonte. La conexión entre estación Zapiga y La Noria (red que pasa por Pozo Almonte) fue finalizada en 1885.
A 1890 la estación poseía un ramal que se dirigió por el sureste hacia la oficina salitrera Rincón. El ramal que conectó la estación Gallinazos con la estación de Pozo Almonte fue terminado en 1927.
En 1951 el ferrocarril pasa de Nitrate Railways Co. Ltd a manos de la Empresa de los Ferrocarriles del Estado. En alguna época durante el declive de la industria salitrera en la región de Tarapacá, además del levantamiento de los ramales hacia las estaciones Alto de Caleta y Junín, la construcción de la panamericana norte y la disminución de los viajes de pasajeros llevan al cierre de la estación el 22 de marzo de 1961.
A finales de la década de 1990 Ferronor adquiere esta estación, pasando a ser propiedad privada. Actualmente existen servicios de transporte de carga desde la salitrera Humberstone hacia el puerto de Iquique, así como un servicio turístico esporádico entre Pozo Almonte y la salitrera, el TransAtacama.